# Åse härad
Åse härad var ett härad i nordvästra Västergötland i nuvarande kommunerna Lidköping, Grästorp och Vänersborg. Häradets areal var 237,94 kvadratkilometer varav 236,61 land. Tingsställe var Rudberga gästgivaregård i Särestads socken från 1600-talets första hälft till år 1773. Därefter började tingen hållas i Täng och år 1779 nämns Grästorp första gången som tingsställe för häradet och från 1897 var tingsstället i  Vara köping.

## Namnet
Häradsnamnets ursprungliga form är säkerligen Asu häradh som det skrivs i Västgötalagen och innehåller troligen såsom har antagits genitiv av ett till bynamnet Ås i Ås socken bildat ånamn Asa, utgörande ett äldre namn på Nossan, som i sitt nedersta lopp rinner genom häradet ut i Vänern.

## Geografi
Häradet omsluter Brandsfjorden och Dättern, som tillsammans utgör en vik av Vänern, och det upptas till stor del av den bördiga Grästorpsslätten, en del av Västergötlands slättlandskap. 
| ”                                 | I Åsehäradt ähr dher att observera såsom många annorstädz, att dhe hafva ingen äng serskilt, uthan begge giärden, och i giärden ähr dheras äng det åhret som det är i säde, och när det varder i träde, är det bysens mulebeet. Vad Åkerbruket anlangande, bruka dhe dher bara plogh och 2 par oxar före, 2:ne kiöra, den 3:die håller i plogen, dher ähr itt svårt arbete. Dhe kiöra allena 2 gånger, först träda dhe om våren; sedan när råg skall såås dher uti, kiöres å nyo och rågen nidharfvas, dhet som trädes om sommarn och giödes, harfvas rågen dher nid uthi. Råg få dhe intet i ogiödd iord såå högre än i 3:die säde. Här giörs vadmal och sällies, och här är bästa fiäder-orten. Landet är mycket utharmat af fegdetijder och store besvär, mäckta små och illa bygde huus, af mangel på skogh, som detta häradet platt intet hafver. | „ |
| – Johan Hadorph om Åse härad 1671 | |   |

Vid år 1565 var mantalet 218, varav 65 skattebönder, 109 frälsebönder och 2 frälsetorpare, 29 kyrkobönder och 1 kyrkotorpare, 2 prebendebönder och 1 prebendetorpare samt 9 klosterbönder.
År 1764 fanns inom häradet gästgiverier i Gålstad, Hallby, Rudberga och Friel. År 1810 nämns också Täng. När Munkesten inrättades 1812 försvann dock Hallby och Friel.
Poststationer fanns vid år 1900 i Storeberg, Salstad, Tun och Sjuberga.
Marknad hölls på 1820-talet vid Tvättstugan invid Såtenäs säteri. År 1832 flyttades den till Högesten i Friel, men avlystes 1869. Dock fortfor den oaktat något år efter det. Marknaden hölls omkring 20-23 mars.
Telefonen hade gjort inträde vid år 1900 och det fanns en telefonstation i Tun med ledningar till Såtenäs, Gammalstorp och några fler ställen. På Margreteberg i Vänersnäs socken anlade herr Carl August Kjellberg även en ledning till Lilleskogs järnvägsstation.
Området har idag en tätort, Tun, samt en liten del av tätorten Grästorp.

## Historia
Under tidig medeltid utgjorde häradet jämte Viste och Nordals härader hälften av förvaltningsområdet Asbo (Åsbo) enligt äldre Västgötalagen. Den andra hälften bestod av Skånings härad. Västergötland bestod av 8 sådana bon som också kallades Upsala öd. Varje bo hade en centralgård / kungsgård där kungens ämbetsman styrde från. Enligt Yngre västgötalagen var detta i Ås för Åse härad. Denna boindelning kan ha sitt ursprung redan under 600-talet men ersattes av län under medeltiden. Häradet hörde från 1300-talet delvis under Ekholms län och Axvalls län. Vid slutet av medeltiden innehade Erik Eriksson (Gyllenstierna) d.y. häradet i förläning. Ture Jönsson hade det år 1485. År 1495 gavs häradet i förläning åt Knut Jönsson Posse. Nils Olsson (Vinge) innehade det år 1528. Under 1500-talet bildades Läckö fögderi där Åse ingick. Men trots detta var häradet utförlänat vid flera tillfällen liksom även enstaka socknar såsom Ås och Näs år 1570. Efter 1615 hörde Åse till Jacob de la Gardies grevskap och sedan till hans son Magnus grevskap. 
Enligt äldre Västgötalagen hade häradet 11 kyrkor. Men sedan 1500-talet uppgår antalet socknar endast till 10, efter att Hallby socken införlivats i Näs socken.
Både Flakebergs och Bjärby kyrkor och socknar tillhörde Åse härad år 1540.
Invånarantalet växte svagt före 1880 och uppgick nämnda år till drygt 8000. Men det minskade till 7051 personer år 1900 och till 6371 personer år 1915. Sedan dess har det fortsatt sjunka och antalet invånare ligger nu under 3000 personer.

### Häradshövdingar
Under medeltiden är endast tre häradshövdingar kända, nämligen Petrus Tuvason år 1391, väpnaren Bengt Björnsson (Sparre) till Ulvstorp i Viste åren 1471–1493, samt dennes son Björn Bengtsson (Sparre) 1507–1516. År 1510 omtalas även en häradshövding Olof Johansson. Vid mitten av 1530-talet var väpnaren och lagmannen i Värmland Torsten Brunsson (Forstenasläkten) häradshövding och efterträddes år 1537 av fogden Arvid Månsson. Mellan 1548 och 1559 hade Jöns Bonde tjänsten och från år 1559 fodermarsken Lars Bröms. Åren 1567–1591 innehade Knut Posse ämbetet och följdes av hans son Lindorm Posse till år 1603. Mellan 1604 och 1611 var Jöns Ruuth häradshövding och följdes av skrivaren Hans Pedersson i Bogesund åren 1612–1614. Efter bildandet av Läckö grevskap år 1615 var tjänsten ofta tillsatt av en lagläsare, åtminstone i första skedet.

### Häradsting
Åse häradsrätt hade sitt tingsställe i Rudberga gästgivaregård i Särestads socken från 1600-talets första hälft till år 1773. Det gamla tingshuset fanns kvar till år 1913 då det revs.
I tingssalen och i ett av sidorummen fanns väggmålningar, delvis på väv med olika motiv. När huset raseredas tillvaratogs dessa målningar men bortfördes från orten. Byggnaden som tillhörde Per Siggesgården var en parstuga av större typ med synliga utknutar och med horisontalt delad dörr på framsidan. Vägen från Rudberga norrut mot Tun kallas ännu idag Tingvägen. Traditionen berättar om en avrättningsplats omedelbart vid tingshuset.
Vid ett tillfälle dömdes en dräng från Brännebacka för att stulit brev ur en postväska, att mista högra handen, halshuggas och steglas. Den före detta soldaten Hjerpe var skarprättare men alltför överlastad vid domens verkställande. Istället för att hugga av handen krossade han armleden. Sedan höggs den dömde upprepade gånger med bilan i nacken, innan bödeln slutligen lyckades skilja huvudet från kroppen. För denna upprörande omständighet dömdes skarprättaren till 40 par spö.
År 1773 började tingen hållas i Täng och år 1779 nämns Grästorp första gången som tingsstad för häradet. År 1812 slogs Åse och Viste härader ihop till ett tingslag med tingshus i Grästorp. Detta kvarstod till år 1889 då Åse, Viste, Barne och Laske härader skulle utgöra ett tingslag med tingshus i Vara köping inom Barne härad. Detta trädde dock i kraft först kring 1897 då det gemensamma tingshuset invigdes.

## Socknar
I nuvarande Grästorps kommun:
- Flo
- Sal
- Ås
- Särestad
- Håle
- Täng

I nuvarande Lidköpings kommun:
- Tun
- Friel
- Karaby

I nuvarande Vänersborgs kommun:
- Vänersnäs
- Hallby före 1540

## Län, fögderier, domsagor, tingslag, tingsrätter, stift och prosterier
Häradet hörde mellan 1634 och 1998 till Skaraborgs län, därefter till Västra Götalands län. Vänersnäs socken hörde från 1952 till 1998 till Älvsborgs län. Församlingarna i häradet tillhörde Skara stift. Häradet tillhörde år 1546 Särestads prosteri och var uppdelade i tre gäll; Särestad, Tun och Ås. År 1930 var det indelat på två kontrakt; Kållands med Tun, Karaby och Friel, och Väne omfattande Vänersnäs, Flo, Sal, Ås, Särestad, Håle och Täng.
Häradets socknar hörde till följande fögderier:
- 1686–1866 Läckö fögderi
- 1867–1945 Barne fögderi
- 1946–1966 Vara fögderi till 1952 för Vänersnäs socken
- 1952–1990 Vänersborgs fögderi för Vänersnäs socken
- 1967–1990 Lidköpings fögderi

Häradets socknar tillhörde följande domsagor, tingslag och tingsrätter:
- 1680–1811 Åse tingslag i 
  - 1680–1777 Kinnefjärdings, Kinne, Kållands, Åse, Viste och Skånings häraders domsaga
  - 1778–1863 Åse, Viste och Kållands häraders domsaga med Barne härad från 1810
- 1812–1896 Åse och Viste tingslag i
  - 1812-1863 Åse, Viste, Barne och Kållands häraders domsaga
  - 1864–1896 Åse, Viste, Barne och Laske domsaga med
- 1897–1970 Åse, Viste, Barne och Laske domsagas tingslag i Åse, Viste, Barne och Laske domsaga, bara till 1952 för Vänersnäs socken
- 1952–1970 Flundre, Väne och Bjärke tingslag i Flundre, Väne och Bjärke domsaga för Vänersnäs socken med
- 1971–1973 Vara tingsrätt och dess domsaga för socknarna i Vara kommun
- 1974–2009 Lidköpings tingsrätt och dess domsaga för socknarna i Vara kommun och från 1971 för de i Lidköpings kommun
- 2009– Skaraborgs tingsrätt och dess domsaga
- 1971– Trollhättans tingsrätt och dess domsaga för socknarna i Vänersborgs kommun